# Slesia
La Slesia (in slesiano Ślōnsk ɕlonsk; in polacco: Śląsk; in antico polacco Ślążsk[o]; in tedesco: Schlesien; in ceco: Slezsko; in slovacco Sliezsko; in tedesco slesiano Schläsing; in lusaziano superiore Šleska; in lusaziano inferiore Šlazyńska; in latino Silesia) è una regione storica dell'Europa centrale, appartenente oggi per la maggior parte alla Polonia e in misura minore alla Repubblica Ceca e alla Germania.

## Geografia
La Slesia corrisponde all'alto e medio corso del fiume Oder (Odra) ed è delimitata nettamente a sud dalla catena montuosa dei Sudeti. Suo capoluogo storico nonché centro principale è la città di Breslavia. La maggiore area metropolitana si trova però nell'Alta Slesia, con centro a Katowice. Parte della città ceca di Ostrava ricade all'interno della Slesia.

## Etimologia
(Reallexikon der Germanischen Altertumskunde)
L'origine del nome è dibattuta; secondo taluni deriverebbe dal fiume Ślęza, o forse dal monte Ślęża nella Slesia meridionale (la montagna era un luogo di culto nei tempi preistorici). Ślęża si trova in toponimi originari di molte lingue preindoeuropee.
Secondo gli slavisti polacchi M. Rudnicki, T. Lehr-Splawinski, S. Rospond e lo storico W. Semkowicz, le parole polacche ‘Ślęża' o ‘Ślęż' (tradotta in latino Silesia, in slesiano Ślunsk, in tedesco Schlesien) sono in relazione con la parola paleoslava "ślęg" o "śląg" che significa umidità, in questo caso con il significato di terreno umido. Inoltre, tra alcuni studiosi tedeschi circola l'ipotesi che il nome derivi dalla parola Śląsk, ovverosia la tribù dei Silingi.

## Storia

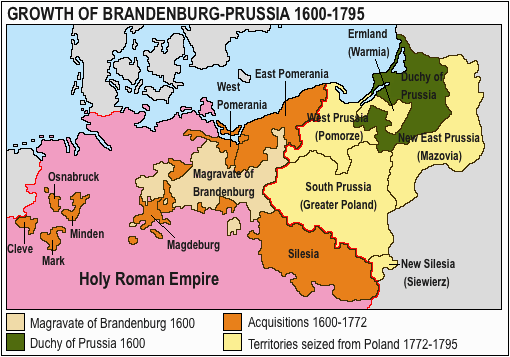
La Slesia in una mappa che mostra l'espansione del Brandeburgo-Prussia tra il 1600 e il 1795.

Nel medioevo la Slesia era in gran parte costituita come Ducato e dominato dalla dinastia dei Piast fin dal 1138 ma fu poi frammentato in diversi minori ducati in base alla spartizione dell'eredità dei Piast di Slesia e di conflitti tra di essi o con gli stati confinanti. Ducati della zona furono (tra parentesi i nomi in lingua polacca e tedesca):
- Ducato di Bielsko (Księstwo Bielskie, Herzogtum Bielitz)
- Ducato di Brzeg (Księstwo Brzeskie, Herzogtum Brieg)
- Ducato di Bytom (Księstwo Bytomskie, Herzogtum Beuthen)
- Ducato di Glogau (Księstwo Głogowskie, Herzogtum Glogau)
- Ducato di Jawor (Księstwo Jaworskie, Herzogtum Jauer)
- Ducato di Krnov (Krnovské knížectví, Księstwo Karniowskie, Herzogtum Jägerndorf)
- Ducato di Legnica (Księstwo Legnickie, Herzogtum Liegnitz)
- Ducato di Nysa (Księstwo Nyskie, Herzogtum Neisse)
- Ducato di Oleśnica (Księstwo Oleśnickie, Herzogtum Oels)
- Ducato di Opole (Księstwo Opolskie, Herzogtum Oppeln)
- Ducato di Oświęcim (Księstwo Oświęcimskie, Herzogtum Auschwitz)
- Ducato di Pszczyna (Księstwo Pszczyńskie, Herzogtum Pless)
- Ducato di Racibórz (Księstwo Raciborskie, Herzogtum Ratibor)
- Ducato di Siewierz (Księstwo Siewierskie, Herzogtum Siewierz)
- Ducato di Świdnica (Księstwo Świdnickie, Herzogtum Schweidnitz)
- Ducato di Teschen (Księstwo Cieszyńskie, Knížectví Těšínské, Herzogtum Teschen)
- Ducato di Troppau (Knížectví Opavské, Herzogtum Oppau)
- Ducato di Breslavia (Księstwo Wrocławskie, Herzogtum Breslau)
- Ducato di Zator (Księstwo Zatorskie, Herzogtum Zator)
- Ducato di Ziębice (Księstwo Ziębickie, Herzogtum Münsterberg)
- Ducato di Sagan (Księstwo Żagańskie, Herzogtum Sagan)

Nel 1327, la parte restante del Ducato di Breslavia, insieme ad altri ducati governati dai Piast slesiani, passarono al Regno di Boemia. L'acquisizione fu completata quando il re Casimiro III il Grande rinunciò ai suoi diritti sulla Slesia con il Trattato di Trenčín, nel 1335.
La Slesia divenne in pratica possedimento boemo sotto il Sacro Romano Impero e quindi tornò alla corona degli Asburgo nel 1526. Nel 1742, la gran parte della Slesia fu conquistata da Federico II di Prussia nella Guerra di successione austriaca. Questa parte della Slesia costituiva le province prussiane dell'Alta e Bassa Slesia e alla fine della prima guerra mondiale un plebiscito assegnò una piccola parte dell'Alta Slesia alla Polonia. Con Federico II il Ducato di Slesia con capoluogo Breslavia fu amministrativamente ripartito in:
- Alta Slesia comprendente i ducati di Oppeln, Glatz e Habelschwerdt, Leobschütz, Münsterberg, Friedland, Ratibor, Jägerndorf, Pless, Beuthen, Gleiwitz;
- Media Slesia con i ducati di Breslavia, Brieg, Ohlau, Öls, Schweidnitz, Jauer;
- Bassa Slesia con i ducati di Liegnitz, Trachenberg, Glogau, Schweibus, Sagan, Waldenburg.

Con il plebiscito dell'Alta Slesia del 1921 la parte più grande fu assegnata alla Germania, creando la Provincia dell'Alta Slesia, mentre una parte minoritaria costituì il Voivodato della Slesia (1921-1939).
Nel 1945, la quasi totalità della regione passò alla Polonia, eccetto una piccola parte sulla riva sinistra dell'Oder (ex ducato di Glatz). Quei territori invece che furono assegnati all'Austria-Ungheria, sono ora entro i confini della Repubblica Ceca. Molti polacchi si stabilirono in Slesia dalle ex terre polacche, che nel 1945 furono incorporate nell'URSS, e ora fanno parte di Ucraina, Bielorussia e Lituania.

## La Slesia oggi

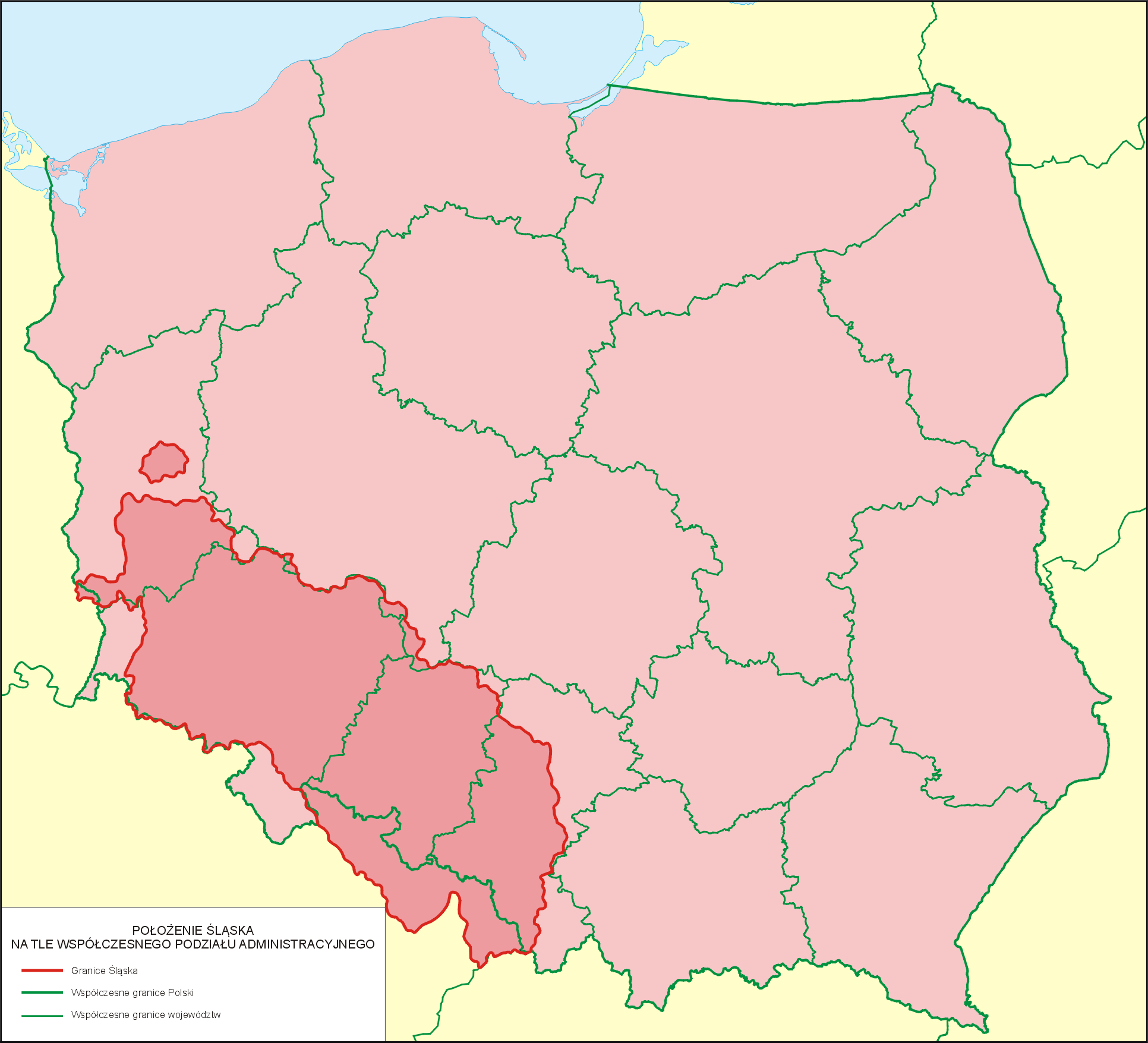
Posizione tra Polonia e Repubblica Ceca

Attualmente la Slesia è condivisa da tre diversi Stati:
- La porzione polacca della Slesia è oggi divisa nei seguenti voivodati:
  - Voivodato della Bassa Slesia
  - Voivodato di Opole
  - Voivodato della Slesia: quest'ultimo, insieme con il precedente, è anche detto Alta Slesia.
- Il territorio che appartiene alla Repubblica Ceca, nota altresì come Slesia ceca, è unita alla parte settentrionale della Moravia e costituisce la regione di Moravia-Slesia della stessa, mentre la parte restante costituisce una piccola parte della regione di Olomouc.
- L'area tedesca della Slesia consiste nel Circondario di Görlitz in Sassonia, creato il 1º agosto 2008 dall'unione della città extracircondariale di Görlitz e dei circondari di Bassa Slesia-Alta Lusazia e Löbau-Zittau.
- Dal 1998, le aree ceca e polacca sono riunite nell'Euroregione della Slesia.

## Città
Le città della Slesia con una popolazione superiore a 100 000 abitanti (al 2006) sono: 
|    |  | Nome           | Popolazione | Superficie | Regione               | Stato     |
| -- |  | -------------- | ----------- | ---------- | --------------------- | --------- |
| 1  |  | Breslavia      | 632 162     | 293 km²    | V. della Bassa Slesia | Polonia   |
| 2  |  | Ostrava*       | 336 556     | 214 km²    | R. di Moravia-Slesia  | Rep. Ceca |
| 3  |  | Katowice       | 317 220     | 165 km²    | V. della Slesia       | Polonia   |
| 4  |  | Gliwice        | 199 451     | 134 km²    | V. della Slesia       | Polonia   |
| 5  |  | Bytom          | 187 943     | 69 km²     | V. della Slesia       | Polonia   |
| 6  |  | Zabrze         | 191 247     | 80 km²     | V. della Slesia       | Polonia   |
| 7  |  | Bielsko-Biała* | 176 864     | 125 km²    | V. della Slesia       | Polonia   |
| 8  |  | Ruda Śląska    | 146 658     | 78 km²     | V. della Slesia       | Polonia   |
| 9  |  | Rybnik         | 141 580     | 148 km²    | V. della Slesia       | Polonia   |
| 10 |  | Tychy          | 131 153     | 82 km²     | V. della Slesia       | Polonia   |
| 11 |  | Opole          | 128 268     | 97 km²     | V. di Opole           | Polonia   |
| 12 |  | Wałbrzych      | 126 465     | 85 km²     | V. della Bassa Slesia | Polonia   |
| 13 |  | Zielona Góra   | 118 221     | 58 km²     | V. di Lubusz          | Polonia   |
| 14 |  | Chorzów        | 114 686     | 33 km²     | V. della Slesia       | Polonia   |
| 15 |  | Legnica        | 105 750     | 56 km²     | V. della Bassa Slesia | Polonia   |

* In parte